# Mistral (vânt)

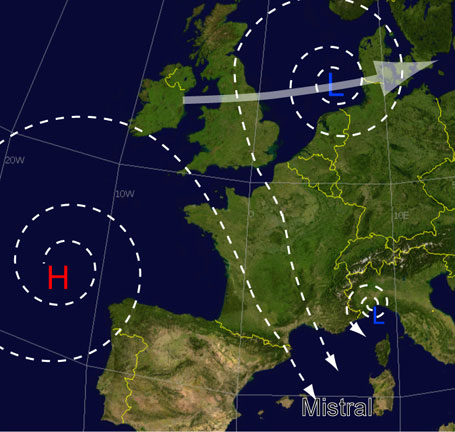

Mistral este un vânt regional din Franța, puternic, rece și de obicei uscat, venind din nord, care accelerează atunci când trece prin văile fluviului Rhone și râului Durance, spre coasta Mării Mediterane în zona regiunii Camargue. Acesta afectează partea de nord-est a câmpiei Languedoc și regiunea Provența până la est de Toulon, unde se simte ca un vânt puternic de vest. El are o influență puternică asupra coastei mediteraneene din Franța și este cauza furtunilor bruște din Marea Mediterană între Corsica și Insulele Baleare.
Denumirea acestui vânt vine din dialectele limbii occitane, fiind numit mistrau în provensală și magistrau în languedocian, și înseamnă „meșteșugit”. Același vânt este numit mestral în limba catalană și maestrale în limba italiană și dialectele din insula Corsica.
Mistralul este de obicei însoțit de vreme frumoasă și senină și joacă un rol important în crearea climatului din Provence. El poate ajunge la viteze de mai bine de nouăzeci de kilometri pe oră, în special în valea Rhone-ului. Media zilnică a vitezei acestuia poate ajunge la circa cincizeci de kilometri pe oră, calmându-se sensibil pe timp de noapte.